# Warujaya (Depok)
Warujaya is een bestuurslaag in het regentschap Cirebon van de provincie West-Java, Indonesië. Warujaya telt 5466 inwoners (volkstelling 2010).